# Alexander VIII.

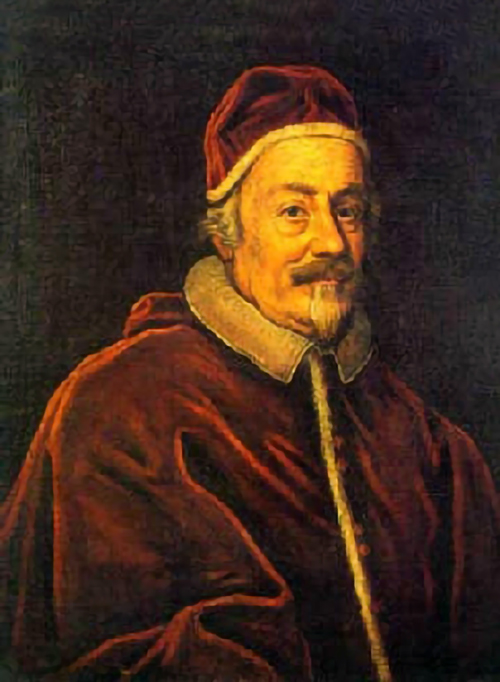
Alexander VIII. (Porträt von Giovanni Battista Gaulli, 1690)

Wappen Alexanders VIII. (moderne Nachzeichnung)

Alexander VIII. (* 22. April 1610 in Venedig; † 1. Februar 1691 in Rom), mit bürgerlichen Namen Pietro Vito Ottoboni, war von 1689 bis 1691 Papst der römisch-katholischen Kirche. Der Papstname erinnert an Alexander VII. und dessen Familie, die Chigi.

## Leben
Pietro Ottoboni entstammte einer Familie der begüterten Mittelschicht, die zum höchsten ihnen zugänglichem Amte aufstieg, dem des Cancelliere grande, des Großkanzlers der Republik Venedig. Nach einem Studium in Padua, wo er 1627 zum doctor in utroque iure promoviert wurde, ging er nach Rom und trat in den päpstlichen Dienst ein. Hier amtierte er für insgesamt 14 Jahre als Auditor der Sacra Romana Rota und erwies sich so als versierter Kirchenjurist. Papst Innozenz X. erhob Ottoboni am 19. Februar 1652 zum Kardinal. Im März des Jahres wurde er als Kardinalpriester der ihm zugewiesenen Titelkirche San Salvatore in Lauro installiert. Ende 1654 folgte seine Ernennung zum Bischof von Brescia. Am 15. November 1660 wechselte er als Kardinalpriester zur Titelkirche San Marco und legte das Bischofsamt von Brescia Mitte 1664 nieder. Papst Clemens IX. ernannte Kardinal Ottoboni zum päpstlichen Datarius. Vor dessen Wahl im Jahr 1667 hatte er selbst als Anwärter auf den Papstthron gegolten. 
Unter Innozenz XI. stieg er zum Großinquisitor auf und wechselte von 1677 bis 1680 zur Titelkirche Santa Maria in Trastevere, danach hatte er von 1680 bis 1681 Santa Prassede inne. Am 1. Dezember 1681 stieg er in die Klasse der Kardinalbischöfe auf und wurde zum Kardinalbischof der Sabina erhoben, kaum mehr als ein Jahr später wechselte er nach Frascati und wurde schließlich am 10. November 1687 als Kardinalbischof von Porto und Santa Rufina zugleich Subdekan des Kardinalskollegiums. Im Konklave 1689  wurde Pietro Ottoboni am 6. Oktober 1689 mit Unterstützung des französischen Königs Ludwig XIV. zum neuen Papst gewählt; Ludwig gab später 1690 Avignon und Venaissin an den Papst zurück.

## Pontifikat
In Rom errang Alexander VIII. große Popularität, weil er den Karneval wieder zuließ und große Theater- und Opernaufführungen ermöglichte. Allerdings erwies er sich zugleich als eifriger Förderer der eigenen Familie und verfiel wieder in den eigentlich überholten Nepotismus. Als sein diesbezüglicher Satz wird überliefert: „Beeilen wir uns, denn es hat schon die dreiundzwanzigste Stunde geschlagen“. Der Neffe Antonio Ottoboni wurde zum Kommandeur der päpstlichen Truppen ernannt, sein Sohn Marco zum Befehlshaber der Flotte und Kastellan der Engelsburg sowie überdies zum Herzog von Fiano Romano, das der Papst der Familie Ludovisi abgekauft hatte. In Rom steht der große Palazzo Fiano nahe der Piazza Colonna, der ebenfalls zu den neuen Besitztümern gehörte. Der zweite Papstneffe Pietro Ottoboni wurde mit erst knapp zwanzig Jahren zum Kardinalnepoten ernannt und mit weiteren Kurienämtern ausgestattet, so mit demjenigen des Vizekanzlers der römischen Kirche. Er trat vor allem als Kunstmäzen in Erscheinung.
Alexander VIII. erwarb während seines Pontifikats die an Handschriften reiche Bibliothek der Königin Christina von Schweden für die Vatikanische Apostolische Bibliothek.
In der Frage der Gallikanischen Artikel gab der Papst nicht nach. Er verurteilte den französischen Gallikanismus im Jahr 1690 mit der Konstitution Inter multiplices. Am 16. Oktober 1690 sprach er Johannes von Gott heilig.